# Rizla+
Rizla+ (pour « Riz La Croix ») est une marque de papier à cigarette du groupe Imperial Tobacco, créée en 1796 en France par Léonide Lacroix, issue de la famille Lacroix-Frères, papetiers d'Angoulême.

## Historique

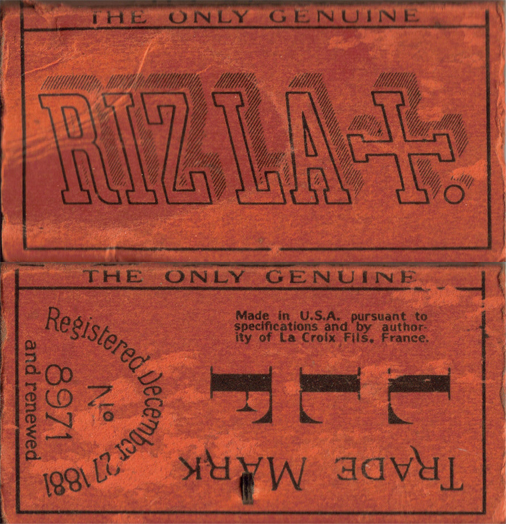
Emballage Riz Lacroix de 1881 (feuilles sans bande collante) destiné au marché américain.

Le terme « riz » évoque une matière, le papier de riz, conçu au XVIIe siècle entre autres par Pierre Lacroix, et pouvant intervenir dans la composition de ce type de papier à rouler pour fabriquer soi-même des cigarettes.
Membre de la famille de papetiers angoumoisins, Léonide Lacroix créa plusieurs marques utilisant ce mot : Riz cartonné, Riz de Chine, Riz d'Arabie, Riz bleu (papier coloré) ou bien Riz La +, Goudron la+.
La marque invente la première machine à rouler de poche en 1928. La gomme sur le papier apparaît en 1942. Le nom définitif de la marque, Rizla+ est créé en 1881 outre-atlantique. Avec le temps, le nom de la marque a fini par être prononcé « rizla plus », et même simplement « rizla », au lieu de « riz Lacroix », par ignorance du nom d'origine (« + » se dit « croix »).
Le papier « king size » (« grande taille ») apparaît en 1977.
L'entreprise est revendue à la multinationale Imperial Tobacco en 1997.

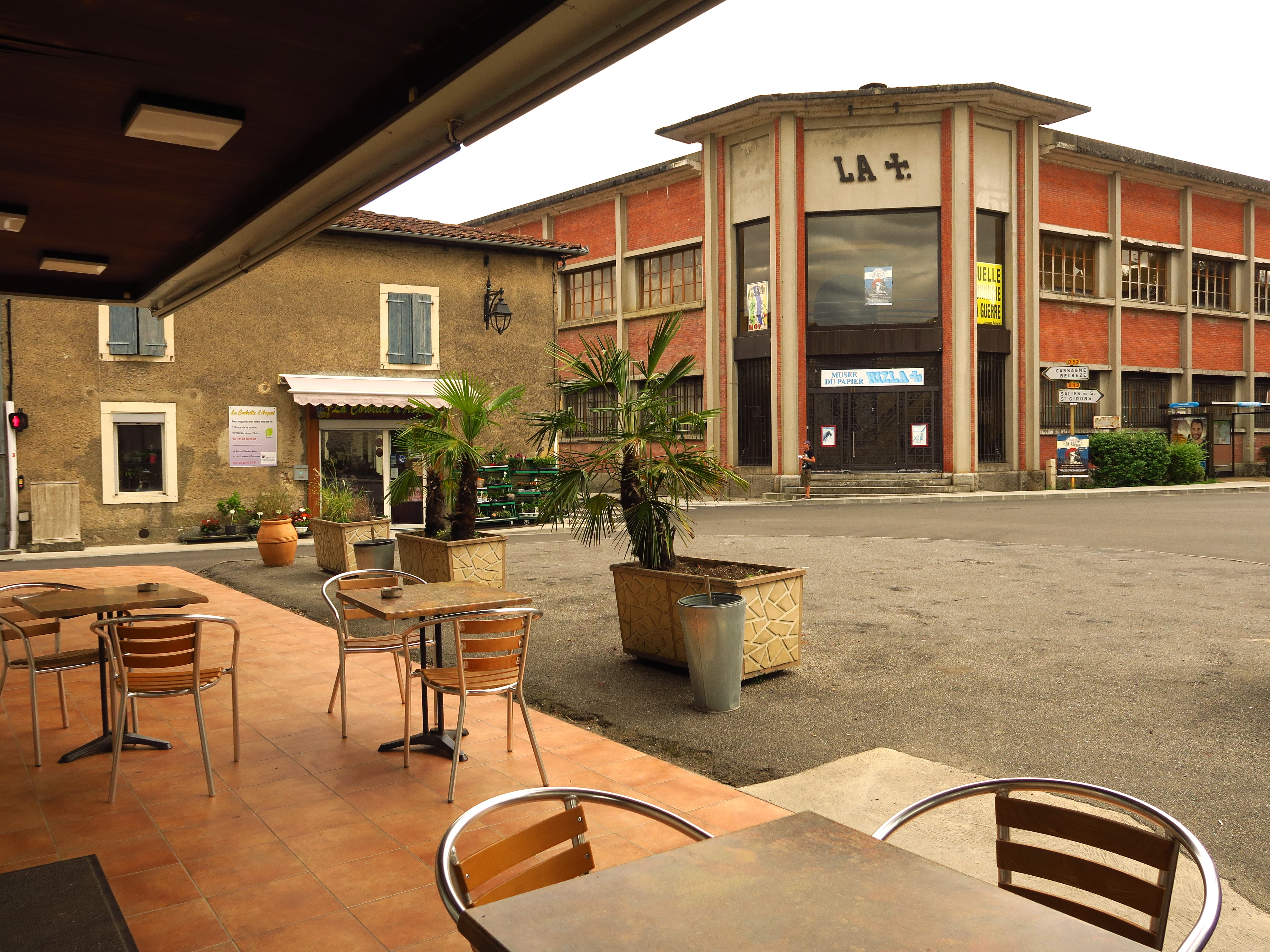
L'usine de Mazères-sur-Salat

En 2002, Imperial Tobacco décide de fermer l'usine historique Rizla, datant de 1874 et située à Mazères-sur-Salat, et de délocaliser la production en Belgique.

## Autres marques présentes en France
- Jass-paper, marque propriété de l'entreprise française Noza distribution ;
- JOB, propriété de la multinationale Republic Tobacco ;
- OCB, propriété de la multinationale Republic Tobacco ;
- Yeuf, propriété de l’entreprise française Lemousse ;
- Zig-Zag, propriété de la multinationale Republic Tobacco;
- Chat Roule, propriété de l’entreprise française SPi D CLiC.
- RAW